# Prix de la BD Fnac
Le Prix de la BD Fnac (ou Prix de la BD Fnac France Inter depuis 2019), créé en 2013, est un prix français récompensant chaque année une bande dessinée, par l'enseigne de la Fnac.
Il a été créé en 2013, année où la Fnac se sépare de la sélection du Festival d'Angoulême pour choisir sa propre sélection de bandes dessinées, et créer son prix indépendant. 
En effet, jusqu'en 2012, la Fnac était partenaire du Prix du public du Festival d'Angoulême (prix qui a existé sous différentes nominations, dont, de 2004 à 2006 « Prix du public », en 2008 et 2009 « Essentiel Fnac-SNCF », en 2010 et 2011 « Fauve Fnac SNCF - Prix du Public »). En 2012, le prix du public s'est appelé Prix de la BD Fnac, pour une année seulement, l'enseigne créant son prix indépendant dès l'année suivante. En 2013, une autre enseigne a donc accompagné le Prix du public, d'où la nouvelle appellation de ce prix en 2013 : Prix du public Cultura, de l'enseigne éponyme. 
Le prix indépendant Prix de la BD Fnac est donc décerné en 2013 pour la première fois. Les libraires de l'enseigne choisissent une trentaine d'ouvrages « Coups de cœur », et le public vote durant quatre semaines.
Parallèlement, depuis 2014, la filière belge de l'enseigne décerne le Prix de la BD Fnac Belgique, durant la Foire du livre de Bruxelles.
Fin 2018, il est annoncé que le prix de la BD Fnac disparaît et, en partenariat avec la radio France Inter, devient le « Prix BD Fnac France Inter ». La première édition a lieu le 16 janvier 2019.

## Palmarès

### Prix de la BD Fnac / Prix de la BD Fnac France Inter
- 2013 : Riff Reb's, Le Loup des Mers, Soleil Production, adaptation du roman éponyme de Jack London
- 2014 : Fabien Nury et Brüno pour Tyler Cross (Dargaud)
- 2015[6] : Wilfrid Lupano (scénario) Grégory Panaccione (dessins et couleurs), Un océan d'amour (Delcourt)
  - Finalistes[7] : Angel Wings, tome 1 : Burma Banshees, de Yann et Romain Hugault (Paquet) - L'Arabe du futur, tome 1 : Une jeunesse au Moyen Orient : 1978-1984, de Riad Sattouf (Allary éditions) - Les Vieux Fourneaux, tome 1 : Ceux qui restent, de Wilfrid Lupano et dessins de Paul Cauuet (Dargaud) - Little Tulip, de Jerome Charyn et François Boucq (Le Lombard)
  - Prix Spécial du Jury : journal Charlie Hebdo
- 2016 : Benjamin Renner, Le Grand Méchant Renard (Delcourt)
  - Finalistes[8] : California dreamin de Pénélope Bagieu (Gallimard BD) - Cher pays de notre enfance d’Etienne Davodeau et Benoît Collombat (Futuropolis)- Le piano oriental de Zeina Abirached (Casterman) - Le Sculpteur de Scott McCloud (Rue de Sèvres) - Undertaker, tome 1 : Le mangeur d’or de Ralph Meyer et Xavier Dorison (Dargaud)
- 2017[9] : Thierry Smolderen (scénario) et Alexandre Clérisse (dessins et couleurs), L’Été Diabolik (Dargaud)
  - Finalistes[10] : L’Adoption, tome 1 : Qinaya de Zidrou et Arno Monin (Bamboo) - Les brumes de Sapa de Lolita Séchan (Delcourt) - Morgane de Stéphane Fert et Simon Kansara (Delcourt) - S’enfuir de Guy Delisle (Dargaud) - Shangri-La de Mathieu Bablet (Ankama).

- 2018[11] : Véro Cazot (scénario) et Julie Rocheleau (dessins et couleurs), Betty Boob (Casterman)
  - Finalistes[12] : Une sœur de Bastien Vivès (Casterman) - Shi - Tome 1 de Zidrou et Homs (Dargaud) - L'Aimant de Lucas Harari (Sarbacane) - Edelweiss de Cédric Mayen et Lucy Mazel (Vents d'Ouest) - Les Reflets changeants de Aude Mermilliod (Le Lombard).

Sous le nom Prix de la BD Fnac France Inter
- 2019[13] : L'Âge d'or, de Cyril Pedrosa, avec Roxanne Moreil (Dupuis)
  - Finalistes[14] : Il faut flinguer Ramirez de Nicolas Petrimaux - Malaterre de Pierre-Henry Gomont - Moi, ce que j'aime, c'est les monstres de Emil Ferris - Cinq branches de coton noir de Yves Sente et Steve Cuzor.

- 2020[15] : In waves de AJ Dungo (traduction de Basile Béguerie, lettrage de Jean-François Rey) (Casterman)
  - Finalistes[16] : Les Indes fourbes d’Alain Ayroles et Juanjo Guarnido (Delcourt) - Dans la tête de Sherlock Holmes de Benoît Dahor et Cyril Liéron (Ankama) - Le Château des animaux de Xavier Dorison et Félix Delep (Casterman) - Jusqu’au dernier de Jérôme Félix et Paul Gastine (Bamboo éditions) - Le Patient de Timothé Le Boucher (Glénat) .
- 2021 : Carbone et Silicium de Mathieu Bablet[17] (Ankama)
  - Finalistes : Anaïs Nin : Sur la mer des mensonges de Léonie Bischoff (Casterman) - Peau d’Homme de Hubert & Zanzim (Glénat) - La Bombe d’Alcante, LF Bollée & Denis Rodier (Glénat) - L’accident de chasse de David L Carlson & Landis Blair (Sonatine).[18]
- 2022 : 1984 de Xavier Coste (Sarbacane)
  - Finalistes : Jours de sable d’Aimée de Jongh (Dargaud) - Dessiner encore de Coco (Les Arènes BD) - L’Étreinte de Jim et Laurent Bonneau (Bamboo) - Le Chœur des femmes d’Aude Mermilliod et Martin Winckler (Le Lombard)[19]

- 2023 : Perpendiculaire au soleil de Valentine Cuny-Le Callet (Delcourt)[20]
  - Finalistes : Journal Inquiet d’Istanbul, Volume 1 d’Ersin Karabulut (Dargaud) - Le Petit Frère de JL Tripp (Casterman) - Nettoyage à sec de Joris Mertens (Rue de Sèvres) - Les Pizzlys de Jérémie Moreau (Delcourt)
- 2024 : Les Guerres de Lucas de Laurent Hopman et Renaud Roche (Deman éditions)[21]
  - Finalistes : Femme Vie Liberté ouvrage collectif sous la direction de Marjane Satrapi (L’Iconoclaste) - Le grand incident de Zelba (Futuropolis) - Ceux qui me touchent de Damien Marie et Laurent Bonneau (Grand Angle / Bamboo) - The Nice house on the lake de James Tynion IV et Martínez Álvaro Bueno (Urban)
- 2025 : Au-dedans de Will McPhail (traduction de Basile Béguerie) (404 Graphic)[22]
  - Finalistes : La Route de Manu Larcenet (Dargaud) - Ulysse & Cyrano de Xavier Dorison, Antoine Cristau et Stéphane Servain (Casterman) - Bobigny 1972 de Marie Bardiaux-Vaïente et Carole Maurel (Glénat) - Impénétrable de Alix Garin (Le Lombard)

### Prix de la BD Fnac Belgique
- 2014[23] : Silas Corey : Le réseau Aquila, Fabien Nury (scénariste), Pierre Alary (dessinateur) et Bruno Garcia (coloriste)  (Glénat)
- 2015[4] : Les Vieux Fourneaux, tome 1 : Ceux qui restent, de Wilfrid Lupano et dessins de Paul Cauuet (Dargaud)
- 2016[24] : Undertaker, tome 1 : Le mangeur d’or de Ralph Meyer et Xavier Dorison (Dargaud)
- 2017[25] : Le Mystère du Monde Quantique de Mathieu Burniat et Thibault Damour (Dargaud)
- 2018[26] : L’Adoption, tome 2 :  La Garùa de Zidrou (scénariste) et Arno Monin (dessinateur) (Bamboo édition)
- 2019[27] : Champignac, tome 1 : Enigma de Béka  (scénariste) et David Etien (dessinateur) (Dupuis)
- 2020 : Jusqu'au dernier de Jérôme Félix (scénario) et Paul Gastine (dessin)[28].
- 2021 : Ne m'oublie pas d'Alix Garin, Le Lombard[29]
- 2022 : La Bibliomule de Cordoue de Léonard Chemineau et Wilfrid Lupano, Dargaud[30]
- 2023 : Vague de froid de Jean Cremers, Le Lombard
- 2024 : La Cuisine des ogres, tome 1 : Trois fois morte de Fabien Vehlmann (scénario) et Jean-Baptiste Andreae (dessin), Rue de Sèvres[31]